# CITYFLO 650

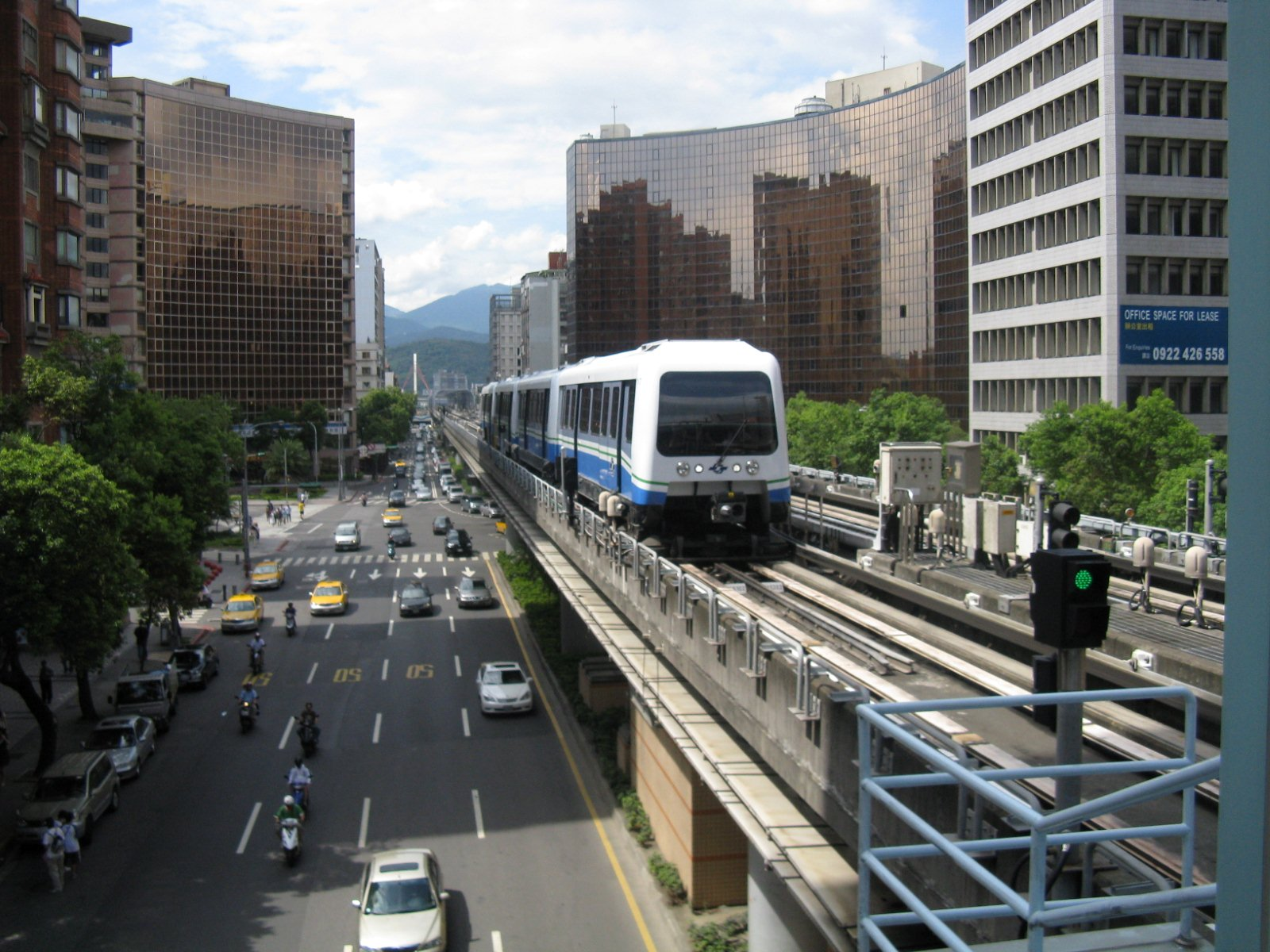
台北捷運文湖線採用了CITYFLO 650取代原本由法國馬特拉所設計的VAL系統。

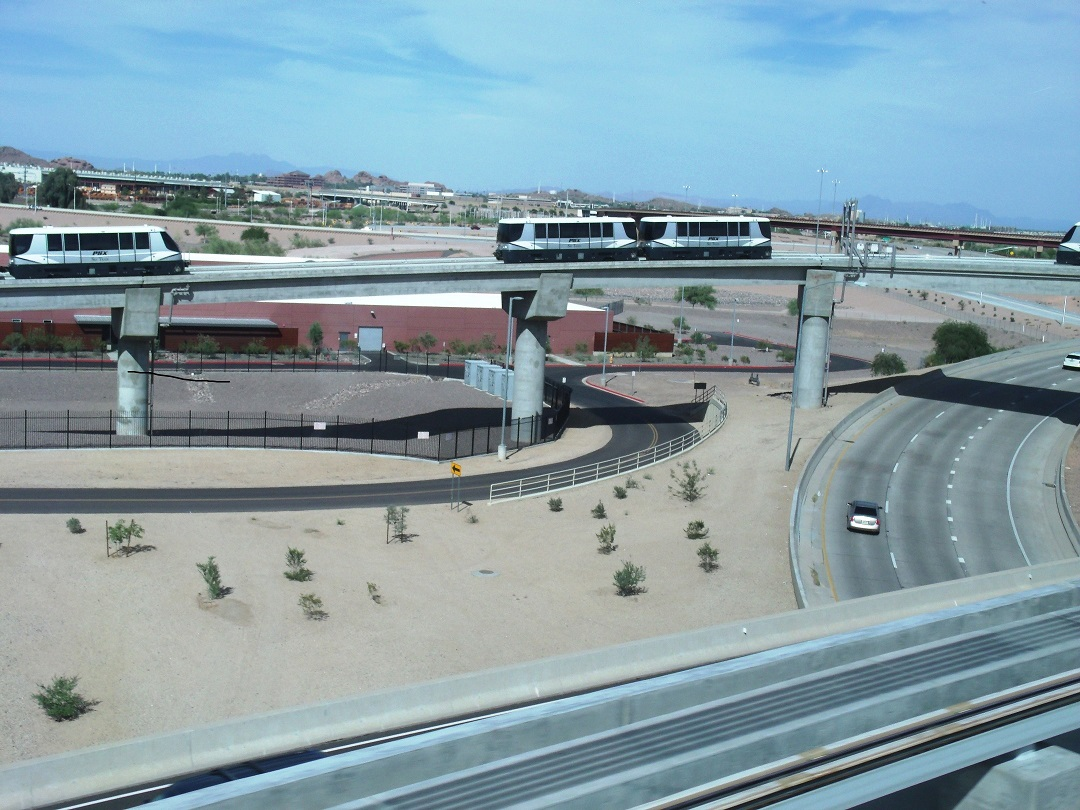
CITYFLO 650經常被運用在機場航站接駁路線的行車控制系統用途，如美國鳳凰城天港國際機場內的Sky Train就屬於此類應用。

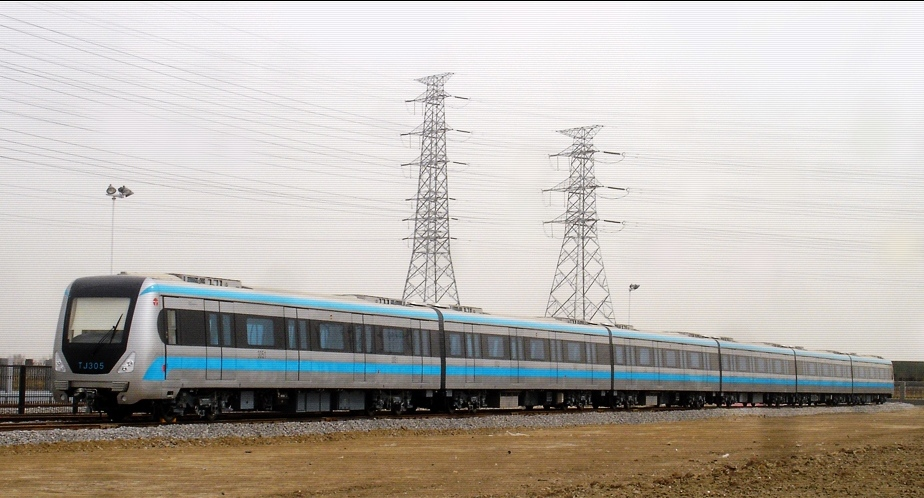
中國有數個城市的部分地鐵路線導入CITYFLO 650系統，例如天津地鐵3號線。

龐巴迪CITYFLO 650（Bombardier CITYFLO 650）是法國運輸設備生產商阿爾斯通（Bombardier Transportation）所開發的一個自動列車行控系統，是該公司的CITYFLO自動列車行控系列中等級最高的版本。2003年時推出的CITYFLO 650與略低一級的CITYFLO 550同樣都屬於無人駕駛的系統等級，但與CITYFLO 550不同的是，650系列屬通訊式列車集中控制（Communication-based Train Control, CBTC）的設計，因此能靠移動閉塞的方式縮短列車與列車之間的間隔距離，而CITYFLO 550則是採固定閉塞的非通訊式控制方式。
CITYFLO 650被實際應用於全世界多個國家，截至2014年2月底，共有17個採用CITYFLO 650的路線系統已經進入收費營運，另外還有10個建設中的路線系統已確認使用CITYFLO 650。在這些實際運用的範例中最常見到的是用於控制機場中的無人駕駛接駁列車，載運旅客往來於不同的航站間，此外亦有多個城市的路面輕軌或中運量捷運系統路線採用CITYFLO 650作為主控裝置。

## 應用路線
截至2014年2月，全球共有17個地方採用CITYFLO 650作為路線系統的中控，並有10個預計導入的計畫。除此之外，龐巴迪集團也在加拿大與美國境內各設有一條測試用的路線。以下列表為這些系統所在的城市與使用路線的相關資訊：
- 營運中路線
  - 機場接駁系統
    - 美國西雅圖，西雅圖-塔科馬國際機場衛星航站接駁系統（Satellite Transit System, STS）
    - 美國沙加緬度，沙加緬度國際機場自動人員運輸系統（SMF Automated People Mover）
    - 美國舊金山，舊金山國際機場旅客捷運系統（AirTrain）
    - 美國拉斯維加斯，麥卡倫國際機場自動人員運輸系統（McCarran International Airport Automated People Movers）
    - 美國鳳凰城，鳳凰城天港國際機場空中列車系統（PHX Sky Train）
    - 美國達拉斯，達拉斯-沃斯堡國際機場天鏈系統（DFW Skylink）
    - 英國倫敦，倫敦希斯洛國際機場第5航站接駁系統：作為第5航站的主航站與5B、5C兩個衛星航站之間的接駁。與系統搭配的列車為INNOVIA APM 200型（英语：Bombardier Innovia APM 200）[3]
    - 英國倫敦，倫敦蓋威克機場航站間接駁服務系統：新系統於2010年時導入以取代在1980年代建造的舊系統，做為南北兩航站間的內部接駁用。與系統搭配的列車為INNOVIA APM 100型（英语：Bombardier Innovia APM 100）[4][5]
    - 中國大陸北京，北京首都国际机场三号航站楼旅客捷運系統[6]

  - 一般市區大眾運輸
    - 美國費城，賓州東南地區交通局地下－路面電車線（SEPTA Subway–Surface Trolley Lines，又稱「綠線」）
    - 西班牙馬德里，馬德里地鐵1號線與6號線
    - 韓國龍仁市，龍仁輕電鐵（又稱「Ever Line」）：所使用的車種為龐巴迪INNOVIA Metro自動捷運系統（英语：Bombardier Innovia Metro）下的INNOVIA ART 200型列車[7]
    - 台灣台北市，台北捷運文湖線：於2009年時導入以取代原由馬特拉/西門子所開發生產的VAL系統。與系統搭配的列車是特別為了與既有的VAL256型相容而打造的特殊規格車種INNOVIA APM 256。
    - 中國大陸深圳，深圳地鐵3號線
    - 中國大陸廣州，廣州地鐵APM線
    - 中國大陸天津，天津地鐵2號線與3號線
    - 中國大陸蕪湖，蕪湖軌道交通2號線

- 建設中路線：
  - 機場接駁系統
    - 德國慕尼黑，慕尼黑機場航站接駁：用於管理一條連結第2航站與其衛星航站、0.7公里長的雙線接駁路線。新的衛星航站預計在2015年啟用，而配合使用的則是最新的INNOVIA APM 300型車輛[8]。
    - 沙烏地阿拉伯吉達，阿卜杜拉·阿齊茲國王國際機場（King Abdulaziz International Airport, KAIA）：主要用於現有的舊航站大樓與開發中的新航站間之交通連結，新線同樣也將採用新推出的INNOVIA APM 300型列車進行服務[9][10]。
    - 阿拉伯聯合大公國杜拜，杜拜國際機場接駁系統：配合機場的擴建工程，用於連結現有的第1航站與新建的第4大廳。新系統將搭配INNOVIA APM 300車輛運作[11]。

  - 一般市區大眾運輸
    - 巴西聖保羅，聖保羅地鐵15號線（銀線）：已於2014年12月底開放部分路段營運，並預計於2016年全線開通的一條高架單軌電車路線，是第一條使用龐巴迪INNOVIA Monorail 300新車型的路線系統[12]。
    - 巴西聖保羅，聖保羅地鐵5號線（淡紫線）：配合路線的延長計畫，龐巴迪在2011年時獲得該路線中控系統更新的合約，導入CITYFLO 650大幅縮短列車運行時的最短班距，並預計在2015年時全線通車[13]。
    - 土耳其伊斯坦堡，伊斯坦堡地鐵M5線（英语：M5 (Istanbul Metro)）
    - 沙烏地阿拉伯利雅德，阿布杜拉國王金融區（阿拉伯语：مركز الملك عبد الله المالي）單軌電車系統：一條設有6座車站、路線總長3.6公里的高架單軌電車路線，預計導入車型為INNOVIA Monorail 300[14]。
    - 印度德里，德里地鐵紫線[15]
    - 泰國曼谷，曼谷地鐵紫線
    - 馬來西亞吉隆坡，巴生谷捷運計畫
- 測試路線：
  - 美國匹茲堡
  - 加拿大京士頓

## 外部連結
- （英文）大眾運輸解決方案 （页面存档备份，存于）（阿爾斯通官方網站）